# Pfandbriefbank
Eine Pfandbriefbank ist ein Kreditinstitut, dessen Bankgeschäft das Pfandbriefgeschäft umfasst, das als Refinanzierung für die Beleihung von Immobilien dient. Bis 2005 wurden Pfandbriefbanken als Hypothekenbanken bezeichnet.

## Arten
Im Bankwesen gibt es zwei Arten von Pfandbriefbanken. Als Spezialbanken betreiben sie lediglich die durch die Emission von Pfandbriefen und Hypothekenanleihen refinanzierte Immobilienfinanzierung. Aber auch Universalbanken (Großbanken, Landesbanken, Sparkassen, Genossenschaftsbanken) dürfen in dieser Form – neben anderen Bankgeschäften – das Pfandbriefgeschäft betreiben und werden dann „gemischte Pfandbrief- oder Hypothekenbanken“ genannt. Das Aktivgeschäft der reinen Pfandbriefbanken als Realkreditinstitute ist auf Hypothekendarlehen beschränkt, bei denen als Kreditsicherheiten ausschließlich Grundpfandrechte auf inländischen und ausländischen Grundstücken und grundstücksgleichen Rechten bei Wohn- oder Gewerbeimmobilien dienen. Das Passivgeschäft wiederum sorgt weitgehend für kongruente Refinanzierung. Pfandbriefbanken sind in Deutschland die bedeutendste Bankengruppe unter den Spezialbanken.

## Geschichte
Die preußische Hypotheken- und Konkursordnung von 14. April 1722 regulierte erstmals das Hypothekenwesen. Sie sah vor, das bei jedem mit dem Hypothekenwesen befassten Gericht ein vollständiges Grund- und Hypothekenbuch eingerichtet werde, das alle Immobilien des Bezirks mit genauer Bezeichnung und Nummerierung enthalten sollte. Jedem Grundstück war der Name des Eigentümers, der Erwerbstitel und der Erstehungspreis beizufügen. Im April 1748 wurde das System der Gläubigerklassifikation mit Berücksichtigung des Verschuldungsgrundes beseitigt und durch ein reines Prioritätsprinzip nach dem Zeitpunkt der Eintragung ersetzt. Es kam nun wesentlich darauf an, dass der Hypothekengläubiger möglichst an erster Stelle eingetragen war. Ersichtlich erste Hypothekenbank – und damit Pfandbriefbank im heutigen Sinne – war die im Juni 1770 gegründete Schlesische Landschaft, ein genossenschaftliches öffentlich-rechtliches Kreditinstitut, das 50 % des adeligen Grundbesitzwertes belieh und diese Kredite mit Inhaberpfandbriefen refinanzierte. Ihr folgten im Juni 1777 das Kur- und Neumärkische Ritterschaftliche Kreditinstitut, danach die Landschaften in Pommern im März 1781, Westpreußen 1787 und Ostpreußen 1788. Die Hypothekenordnung vom 20. Dezember 1783 präzisierte das bisherige Recht und beschäftigte sich mit Verpfändung und Zession von Hypotheken. Im Juli 1820 entstand in Frankreich die Caisse hypothécaire, die aber 1940 schloss. Nach deutschem Muster der „Landschaften“ entstand 1823 in Holland die Groningsche Landschaft.
Aufgrund eines Gesetzes vom 28. Februar 1852, welches Bodenkreditgesellschaften für Gläubiger und Schuldner in Frankreich regelte, entstand als erste Hypothekenbank in der Rechtsform der Aktienbank die im Juli 1852 in Paris gegründete Banque Foncier (Grundkreditbank), die sich auf alle Départements ausdehnte und sich dann Crédit Foncier de France nannte. Die 1856 gegründete Allgemeine Deutsche Credit-Anstalt in Leipzig übernahm 1858 die Funktion einer gemischten Hypothekenbank, im Dezember 1862 folgte die Hypothekenbank Frankfurt. Als 1864 die Bayerische Hypotheken- und Wechselbank das Recht zur Pfandbriefemission erhielt, wurde das bereits 1835 gegründete Institut zu einer gemischten Hypothekenbank. Von 1862 an waren in Deutschland binnen kurzer Zeit an die dreißig Hypothekenbanken gegründet worden. Sie gewährten dem Grundbesitzer Hypothekendarlehen und refinanzierten sich durch die Ausgabe von Pfandbriefen. Die Geschäftstätigkeit war nur bei wenigen dieser Banken auf die erwähnten Sparten beschränkt, vielmehr ließen ihre Statuten weitere, zum Teil auch alle Arten von Bankgeschäften zu. Architekt Hermann Otto Pflaume errichtete 1894 in der Kölner Bankenmeile Unter Sachsenhausen 2 ein repräsentatives dreistöckiges Bankgebäude für die gerade gegründete Rheinisch-Westfälische Boden-Credit-Bank.
Ende des 19. Jahrhunderts gab es in Deutschland 40 Hypothekenbanken mit einem Darlehensbestand von 5,9 Milliarden Mark, von denen 29 als reine Hypothekenbanken und 11 als gemischte Hypothekenbanken galten. Für diese sanktionierte am 13. Juli 1899 Kaiser Wilhelm II. das Hypothekenbankgesetz (HBG), das als Spezialinstitutsgesetz am 1. Januar 1900 in Kraft trat. Es diente im Rahmen des Gläubigerschutzes dem Schutz der Pfandbriefgläubiger und galt für die privatrechtlich organisierten Hypothekenbanken sowie die öffentlich-rechtlichen Kreditanstalten. Nach ihm benannten sich diese Spezialkreditinstitute Hypothekenbanken. Die Deutsche Genossenschafts-Hypothekenbank AG (DG-Hyp) entstand erst im Mai 1921 und gehört zum Genossenschaftsverbund. Im Dezember 1927 trat das Öffentliche Pfandbriefgesetz (ÖPG) in Kraft, das das Befriedigungsvorrecht der Pfandbriefgläubiger sicherte, im April 1943 sorgte das Schiffsbankgesetz für die Regulierung dieses Spezialzweigs der Grundpfandkredite. Diese Spezialvorschriften fasste das seit Juli 2005 geltende Pfandbriefgesetz (PfandBG) zusammen, zumal wegen der Stärkung der Deckungsmasse durch die letzte Novelle des HBG und des ÖPG im April 2004 dabei nicht länger am Spezialbankprinzip festgehalten werden musste. Das PfandBG ermöglicht daher allen Kreditinstituten die Emission von Pfandbriefen, wenn die gesetzlichen Voraussetzungen erfüllt sind. Außerdem führte das PfandBG eine Namensänderung in Pfandbriefbanken ein, während die bisherigen Hypothekenbanken ihre Bezeichnung behalten durften, ihre Banklizenz nach § 43 PfandBG als weiterhin erteilt gilt und ihr Geschäft gemäß § 50 PfandBG weiterhin fortbestehen darf.

## Rechtsfragen
Pfandbriefbanken sind Kreditinstitute, weil sie nach § 1 Abs. 1 Satz 2 Nr. 1a KWG das Pfandbriefgeschäft betreiben. Das wurde durch den Gesetzgeber ausdrücklich klargestellt. Neben dem KWG gilt für Pfandbriefbanken das PfandBG. Nach § 1 Abs. 1 PfandBG besteht das Pfandbriefgeschäft aus der
- Ausgabe gedeckter Schuldverschreibungen auf Grund erworbener Hypotheken unter der Bezeichnung Pfandbriefe oder Hypothekenpfandbriefe,
- Ausgabe gedeckter Schuldverschreibungen auf Grund erworbener Forderungen gegen staatliche Stellen unter der Bezeichnung Kommunalobligationen, Kommunalschuldverschreibungen oder Öffentliche Pfandbriefe,
- Ausgabe gedeckter Schuldverschreibungen auf Grund erworbener Schiffshypotheken unter der Bezeichnung Schiffspfandbriefe,
- Ausgabe gedeckter Schuldverschreibungen auf Grund erworbener Registerpfandrechte nach § 1 des Gesetzes über Rechte an Luftfahrzeugen oder ausländischer Flugzeughypotheken unter der Bezeichnung Flugzeugpfandbriefe.

Das Erfordernis eines Kernkapitals von mindestens 25 Millionen Euro nach § 2 Abs. 1 PfandBG ist durch die Langfristigkeit der Darlehensgewährungen und der Emissionszeiträume des Pfandbriefgeschäftes begründet. Die emittierten Pfandbriefe dienen der Refinanzierung des Aktivgeschäfts (gesetzlich „Deckungswerte“ genannt), das nach § 4 Abs. 1 PfandBG das Volumen der Pfandbriefe um 2 % übersteigen muss („sichernde Überdeckung“). Diese sichernde Überdeckung darf nur in Schuldverschreibungen von bestimmten Staaten, deren Regionen und Institutionen oder Bankguthaben bei Zentralbanken der Europäischen Union bestehen. Außer dem Pfandbriefgeschäft dürfen noch Derivate (nach § 1 Abs. 11 Satz 3 Nummer 1 KWG) abgeschlossen werden, mit denen das Zinsänderungsrisiko ausgeschlossen werden kann; ihr Anteil ist auf 12 % des Pfandbriefvolumens begrenzt. Weitere Deckungswerte sind selektiv in § 19 PfandBG zugelassen, sie dürfen 20 % des Pfandbriefvolumens nicht überschreiten. Nach § 5 PfandBG ist von der Bank ein Deckungsregister zu führen, in das die Kreditgeschäfte einschließlich Derivatsansprüche einzutragen sind. Es ist durch einen Treuhänder zu überwachen (§ 8 PfandBG).
Grundpfandrechte dürfen in Deutschland und vergleichbaren ausländischen Rechtsordnungen eingetragen werden. Dazu gehören nach § 13 Abs. 1 PfandBG die EU-Mitgliedstaaten oder ein anderer Vertragsstaat des Abkommens über den Europäischen Wirtschaftsraum, die Schweiz, die Vereinigten Staaten von Amerika, Kanada, Japan, Australien, Neuseeland und Singapur. Die Beleihungsgrenze beträgt nach § 14 PfandBG 60 % des Beleihungswerts. § 18 PfandBG stellt klar, dass Grundschulden (Sicherungsgrundschulden) ebenso wie Hypotheken als Sicherungswerte in Betracht kommen. In der Beleihungspraxis der Kreditinstitute stellen Grundschulden gegenüber Hypotheken auf Grund ihrer mangelnden Akzessorietät zur Darlehensschuld den Regelfall dar. Da das PfandBG der Bundesanstalt für Finanzdienstleistungsaufsicht (BaFin) weitergehende Aufsichtsbefugnisse einräumt, unterliegen Pfandbriefbanken einer strengeren Bankenaufsicht als die übrigen Kreditinstitute. So sind die Pfandbriefbanken verpflichtet, für die Deckungsmasse ihrer Hypothekenpfandbriefe den durchschnittlichen Beleihungsauslauf regelmäßig zu ermitteln und zu melden.
Darüber hinaus setzt die BaFin in europarechtskonformer Auslegung aufgrund der Zuständigkeitsregelung des Art. 4 Abs. 1a der Verordnung (EU) Nr. 1024/2013 (SSM-Verordnung) als bislang ungeschriebenes Tatbestandsmerkmal voraus, dass das eine Pfandbrieferlaubnis beantragende Kreditinstitut auch eine Erlaubnis für das Einlagengeschäft (§ 1 Abs. 1 Satz 2 Nr. 1 KWG) hat, da zumindest über die Emission von als besicherte Einlagen zu qualifizierenden Namenspfandbriefen ein Geschäft betrieben wird, das zusammen mit der Vergabe von Krediten auf eigene Rechnung die Tätigkeit eines Kreditinstituts im Sinne des Art. 2 Nr. 3 der SSM-Verordnung in Verbindung mit Art. 4 Abs. 1 Nr. 1 der Kapitaladäquanzverordnung (englische Abkürzung CRR) begründet, für deren Zulassung die EZB zuständig ist. Ferner muss das Kreditinstitut über ein Risikomanagementsystem gemäß § 27 PfandBG verfügen, das zur Steuerung, Überwachung und Kontrolle der Risiken für die Deckungsmassen und das darauf gründende Emissionsgeschäft geeignet ist.

## Bankbetriebliche Aspekte
Die Bankbetriebslehre untersucht insbesondere die Unterschiede zwischen Universalbanken und Spezialbanken. Universalbanken weisen im Regelfall eine wesentlich größere Betriebsgröße – gemessen an Bilanzsumme oder Geschäftsvolumen – auf als Spezialbanken. Der wichtigste Unterschied zwischen beiden ist das Unternehmerrisiko. Bei gleicher Betriebsgröße weist eine Spezialbank in der Regel ein höheres Risiko auf als Universalbanken, weil letztere durch ihr breiteres Produkt- und Kundenspektrum volkswirtschaftliche Risiken besser verarbeiten können. Die einseitige Konzentration der Spezialbanken auf bestimmte Bankgeschäfte und/oder Kunden lässt die erforderliche Diversifikation und Streuung der Risiken vermissen, es fehlt meist an Granularität bei gleichzeitiger Gefahr von Klumpenrisiken. Das gilt insbesondere für das vorhandene Kreditportfolio. Spezialbanken können auf Marktveränderungen unter Umständen nicht reagieren, insbesondere wenn ihr Geschäftszweck kraft Gesetzes eingeschränkt ist. Spezialbanken erwiesen sich als „Krisenherde“, da eine „erhebliche Koinzidenz zwischen Finanzkrisen und dem Trennbankensystem“ besteht. Das wurde während der Finanzkrise ab 2007 deutlich, als US-amerikanische Hypothekenbanken bei Immobilienfinanzierungen wegen einer Immobilienblase in die Krise gerieten, weil der überwiegende Teil ihrer Kreditnehmer die zinsniveaubedingten hohen Kreditzinsen nicht mehr bezahlen konnte. Da Hypothekenbanken oder Bausparkassen ausschließlich Immobilienkunden als Kreditnehmer und grundpfandrechtlich gesicherte Kredite mit hoher positiver Korrelation zum Immobilienmarkt aufweisen, ist ein Risikoausgleich durch andere Kreditnehmergruppen und Branchen nicht möglich. Auch das Passivgeschäft der Pfandbriefbanken ist in einer Krise gefährdet, wenn die Pfandbriefgläubiger auf dem Kapitalmarkt wie bei einem Bank Run ihre Pfandbriefe verkaufen wollen.
Die von Pfandbriefbanken angebotenen Spezialprodukte können durch Massenfertigung kostengünstig erstellt werden; diese Kostenvorteile können sie am Markt weitergeben. Spezialbanken sichern sich typischerweise gegen Zinsänderungsrisiken ab, Kredit- und Spezialbanken weisen oft einen intensiveren Eigenhandel auf als Sparkassen und Genossenschaftsbanken. Wegen der Spezialisierung können sich ihre Mitarbeiter tiefgehendes Spezialwissen aneignen, das zu einem besonders hohen Kundennutzen beitragen kann. Der limitierte Umfang ihres Bankgeschäfts ermöglicht jedenfalls eine sorgfältige und effektive Bankenaufsicht. Bei einer geringen Betriebsgröße ist ihre Rettung während einer Bankenkrise mit geringerem finanziellem Aufwand verbunden als bei Universalbanken.

## International
Pfandbriefbanken kennt man auch außerhalb von Deutschland. In den meisten europäischen Staaten gibt es einen besonderen Namen für die durch Grundstücke gedeckten Pfandbriefe, was in Österreich, Frankreich, Dänemark, Griechenland, Italien, Spanien, Schweden und Deutschland durch Spezialgesetze geregelt ist. In Österreich darf nur eine kleine Anzahl von Hypothekenbanken Pfandbriefe ausgeben. Dabei dürfen die Hypothekenbanken nicht mehr Pfandbriefe ausgeben, als durch Hypotheken in gleicher Höhe gedeckt sind („ordentliche Deckung“). Frankreich kennt seit Dezember 1988 die „Obligation Foncière“, die vom „Crédit Foncière de France“ (CFF) emittiert wird. Seit Dezember 1998 gibt es in Frankreich einen spezifischen Rechtsrahmen für Hypothekenbanken.
Die beiden größten Hypothekenbanken der USA, Fannie Mae und Freddie Mac, waren nach der Finanzkrise ab 2007 im August 2008 zahlungsunfähig, so dass die US-Regierung mit Staatshilfen einspringen musste. In England musste im September 2007 die Hypothekenbank Northern Rock mit einem Notfallkredit der Bank of England gestützt werden. Als das Liquiditätsproblem der Hypothekenbank der Öffentlichkeit bekannt wurde, stürmten tausende Kunden die Bankfilialen; der Bankansturm führte in zwei Tagen zur Abhebung von 2 Milliarden Pfund. Im Februar 2008 wurde Northern Rock verstaatlicht.

## Verband
Insgesamt 41 deutsche Pfandbriefemittenten haben sich im Verband deutscher Pfandbriefbanken (vdp), der bis Juli 2005 Verband deutscher Hypothekenbanken (VDH) hieß, zusammengeschlossen.